# Chatham House

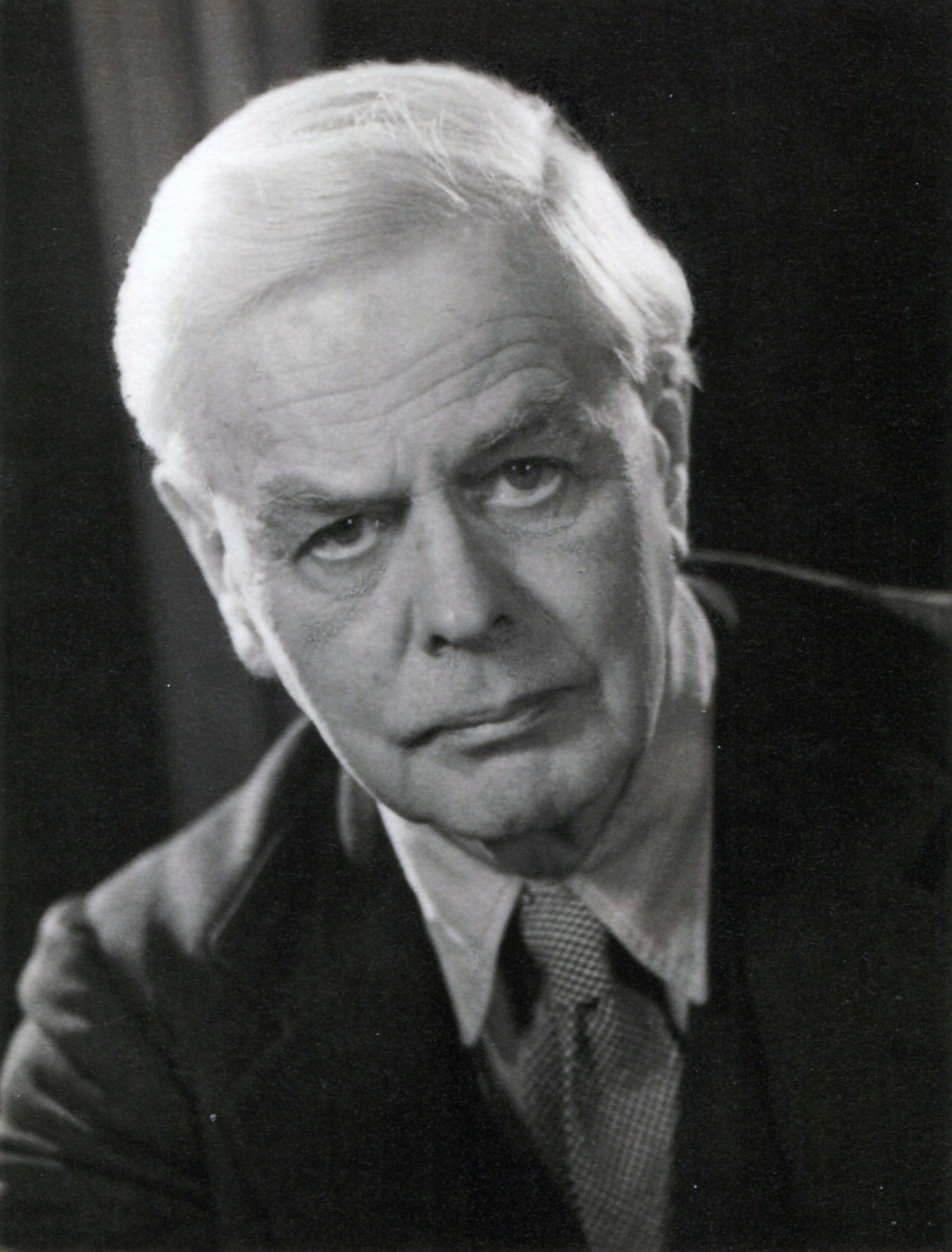
Lionel Curtis, som var avgörande för grundandet av Chatham House.

Chatham House, Kungliga institutet för internationella frågor, är en ideell, icke-statlig organisation med säte i London, vars uppgift är att analysera och främja förståelsen för viktiga internationella frågor och aktuella frågor. Det är upphov till Chatham House-regeln. Institutet har sitt namn från sina lokaler, ett kulturminnesmärkt 1700-talshus vid St. James Square, delvis utformat av Henry Flitcroft och bebott av tre brittiska premiärministrar, däribland William Pitt, 1:e earl av Chatham.
I University of Pennsylvanias Global Go to Think Tanks Report, 2014, rankas Chatham House som den näst mest inflytelserika tankesmedja i världen efter Brookings Institution, och världens mest inflytelserika icke-amerikanska tankesmedja. Under 2009, nämndes Chatham House också som den främsta icke-amerikanska tankesmedjan av Foreign Policy Magazine, vilket pekar ut den som en av de bästa "lärda" till att vara bland en handfull stjärnor av tankesmedjor i världen som regelbundet åberopas för att fastställa dagordningar och ta nya initiativ.
Den nuvarande (2015) ordföranden i rådet för Chatham House är Stuart Popham och dess chef är Robin Niblett. Forskningsledare är Rob Bailey, Patricia Lewis,  Paola Subacchi och Alex Vines. Chatham House har framstående presidenter från vart och ett av de tre största politiska partier på Westminster: Sir John Major, Storbritanniens förre premiärminister, lord Ashdown, tidigare EU:s särskilda representant i Bosnien och Hercegovina och före detta ledare för Liberaldemokraterna, och baronessan Scotland.

## Institutets roll
Baserat på sina medlemmar, syftar Chatham House till att främja debatten om viktiga händelser i internationella frågor och politiska åtgärder. Deras oberoende forskning och analys av globala, regionala och landsspecifika utmaningar är avsedd att erbjuda nya idéer till beslutsfattare om hur dessa bäst kan angripas på kort till lång sikt. Chatham House används rutinmässigt som en informationskälla för medieorganisationer som söker bakgrundsinformation eller experter på frågor som rör viktiga internationella frågor.
Även om det har gjorts gällande att Chatham House återspeglar etablissemangets syn på världen (på grund av donationer från stora företag, regeringar och andra organisationer), är Chatham House ändå medlemskapsbaserat och vem som helst kan ansluta sig. Det finns en rad alternativa former för medlemskap, såsom för företag, akademiska institutioner, icke-statliga organisationer och enskilda individer, inklusive studenter. Förutom företagsmedlemmar, som består av statliga myndigheter, stora företag, akademiska institutioner, investmentbanker, frivilligorganisationer, energiföretag och andra organisationer, har Chatham House närvarande internationella ledare från näringsliv, diplomati, vetenskap, politik och media som dess enskilda medlemmar.

## Chatham House-regeln
Chatham House är ursprunget till anonymitetsregeln kallad Chatham House Rule, där det föreskrivs att gästerna som deltar i ett seminarium kan diskutera resultaten från seminariet i omvärlden, men inte kan diskutera vem som deltog eller citera vad en specifik individ sagt. Chatham House-regeln utvecklades för att underlätta uppriktig och ärlig diskussion om kontroversiella eller impopulära frågor för talare som kanske inte annars haft rätt forum för att tala fritt. Trots detta är de flesta möten på Chatham House öppna, och inte under Chatham House-regeln.

## Chatham House Prize
Chatham House-priset är en årlig utmärkelse som utdelas till "statsperson eller organisation som bedöms av Chatham House medlemmar att ha gjort den mest betydande insatsen till en förbättring av de internationella relationerna under föregående år".